# Friedrich Funcke
Friedrich Funcke, latinisiert Fridericus Funccius, auch Friedrich Funke (getauft am 27. März 1642 in Nossen, Kursachsen; † 20. Oktober 1699 in Römstedt bei Uelzen) war ein deutscher Geistlicher, Kantor und Komponist.
Nach dem Studium in Wittenberg wirkte er ab 1664 als Kantor in Lüneburg. 1694 trat er die Pfarrstelle in Römstedt an, die er bis zu seinem Ableben innehatte. In Lüneburg genoss er hohes Ansehen, 43 seiner Melodien wurden in das dortige Gesangbuch übernommen. Einige wenige weitere sakrale Werke sind erhalten, viele seiner Werke sind jedoch verloren, darunter eine Lukas-Passion. Andere Werke, insbesondere eine erhaltene Matthäus-Passion, können ihm nicht sicher zugeschrieben werden.

## Werke
- Trostvolle Geschichte der sig- und freudenreichen Auferstehung Jesu Christi, 1665
- Danck- und Denckmahl über den starcken und unverhofften Donnerschlag, 1666
- Wiederholtes Lüneburgisches Danck-Opfer für die Wiedereroberung von Trier, 1675
- Die unendliche und immer neue Gottes-Güte, 1682
- Die Geschichte von dem selig machenden Leiden und Sterben unseres süssesten Heilands Jesu Christi, 1683
- Litania divisa in 8 v. et Instr. in duos Choros
- 43 Melodien des Stadt-Lüneburgischen Gesangbuchs von 1686
- Janua latino-germanica ad Artem Musicam, clavibus facilioribus in usum scholae, 1680